# دونا وولفولك كروس
دونا وولفولك كروس (بالإنجليزية: Donna Woolfolk Cross)‏ هي كاتِبة ومُدرسة أمريكية، ولدت في 1947 في نيويورك في الولايات المتحدة.

## وصلات خارجية
- دونا وولفولك كروس على موقع IMDb (الإنجليزية)
- دونا وولفولك كروس على موقع ميوزك برينز (الإنجليزية)
- دونا وولفولك كروس على موقع أول موفي (الإنجليزية)
- دونا وولفولك كروس على موقع قاعدة بيانات الفيلم (الإنجليزية)